# Provincia de Santa Catarina
La provincia de Santa Catarina (en portugués: província de Santa Catarina) fue una unidad administrativa y territorial del Imperio del Brasil desde 1821, creada a partir de la capitanía de Santa Catarina. Luego de la proclamación de la República el 15 de noviembre de 1889 pasó a convertirse en el actual estado de Santa Catarina.

## Creación
Tras la proclamación de la independencia, la noticia llegó a la capitanía de Santa Catarina el 7 de octubre de 1822 y fue recibida con simpatía por las cámaras de las ciudades de Desterro (ahora Florianópolis), Laguna, São Francisco do Sul y Lages. Santa Catarina, ahora con el título de la provincia, se unió al movimiento constitucional, eligió como representante para las Cortes de Lisboa al Padre Lourenço Rodrigues de Andrade, quien firmó la Constitución del Reino Unido en 1822. Entonces la provincia cooperó con otros en el movimiento de independencia, eligiendo como diputado para la constituyente brasileña en 1823 a Diogo Duarte Silva. Debido a la Carta Imperial de 1824, pasó a ser gobernada por presidentes designados por el gobierno central. Poco después de la aceptación de esta Constitución, se instaló el Consejo Provincial y, hasta 1889, ocuparon ese puesto 39 diputados. En 1834, el Acta Adicional transformó el Consejo en Asamblea Provincial, dándole poderes más amplios.

## República Juliana
La República Juliana era una extensión de la Guerra de los Farrapos (1835-1845), que se inició en la vecina provincia de Río Grande del Sur, donde se proclamó la República Riograndense (1836-1845). La República Juliana, proclamada por David Canabarro y Giuseppe Garibaldi, formó una confederación con la república vecina, sin embargo, fue incapaz de ampliar su influencia por toda la provincia de Santa Catarina, sin capaz de ocupar Desterro, actualmente Florianópolis, capital de la provincia. En noviembre del mismo año, cuatro meses después de su fundación, las fuerzas armadas del Imperio del Brasil retomó Laguna, ciudad sede del gobierno de la República Juliana. Mpas tarde Lages se unió a la revolución, pero se sometió a principios de 1840.

## Guerra contra el Paraguay
La participación de Santa Catarina en la guerra contra el Paraguay (1865-1870) fue con el batallón Voluntários da Pátria que contaba con unos 1.500 hombres, en su mayoría de color negro. Se destacaban el coronel Fernando Machado y el teniente Álvaro Augusto de Carvalho. El principal monumento de la guerra fue la instalación de una línea de telégrafos que conectó Desterro con Laguna y varias ciudades de Río Grande del Sur.

## Industrialización
En 1850, la abolición de la trata de esclavos y la Ley de Tierras implicaba escasez de mano de obra calificada y la regulación del acceso a la tierra para los colonos. Esto influyó en la inmigración y la colonización. La industrialización fue posible con la ayuda del inmigrante europeo, de las zonas urbanas e industriales del "viejo mundo". La industria se originó en la actividad artesanal que los inmigrantes se desarrollaron. En 1873, el Ferrocarril D. Francisca, llamada la costa a las montañas y al norte, el drenaje de la producción ervateira y otros productos. La experiencia de los inmigrantes en la industria y la artesanía en el imperio alemán y de Italia ayudó a la aparición de empresas como el textil Büttener & Cia, fundada por Edward Von Büttener instalado en Brusque. En 1898 el aumento de su negocio con una fábrica de bordados finos. Más tarde, producido hilado para producir ropa de cama y de mesa. Otro ejemplo fue la industria Renaux Carlos, quien llegó a Brasil en 1882, dividido en dos ramas principales: Fábrica de Paños de Carlos Renaux SA y SA Industria Textil Renaux utilizando inmigrantes alemanes con conocimiento de tejer. Estos incluyen la firma Carl Hoepcke ampliado para trabajar con la importación y exportación, a la propiedad y los buques fletados. También fundó la Fábrica de Clavos Maria Rita (1896) y el encaje y bordado de la fábrica (1917), también se ha creado Arataca Astillero. Cabe destacar Cia Hering, fundada por Hermann Hering, se graduó tejiendo en Alemania. Después de su muerte en 1918, sus descendientes han ganado el reconocimiento en el mercado nacional. Entre 1880 y 1889, se instalaron 86 establecimientos industriales, que representan el 6,5% del total de 1.322 establecimientos fundados en este momento en Brasil.